# Colleen Atwood
Colleen Atwood (Yakima, 25 settembre 1948) è una costumista statunitense, vincitrice di quattro Oscar per i migliori costumi rispettivamente negli anni 2003, 2006, 2011 e 2017.

## Biografia
Nata a Yakima, nello stato di Washington, nel 1948, debutta nel mondo della moda nei primi anni settanta come assistente del dipartimento costumi per opere teatrali e cinematografiche. A partire dal 1984 diviene costumista in proprio, lavorando nella maggior parte dei film degli anni ottanta-novanta, tra i quali Una vedova allegra... ma non troppo (1988), Edward mani di forbice (1990) e Piccole donne (1994). La sua fama la spingerà a collaborare anche con registi del calibro di Tim Burton e Jonathan Demme, oltre che con le società della Ringling Bros e Barnum & Bailey Circus.
La sua prima candidatura all'Oscar arriva nel 1995 grazie ai costumi di Piccole donne, seguita nel 1999 da quella per Beloved di Jonathan Demme. Nel 2003 ottiene la prima statuetta per il lavoro svolto in Chicago, ottenendo due anni dopo un'ennesima candidatura e nel 2006 un altro Oscar per i costumi realizzati per il film Memorie di una geisha di Rob Marshall. Il terzo Oscar le viene conferito alla cerimonia del 2011, per i costumi di Alice in Wonderland, diretto da Tim Burton. Ai Premi Oscar 2017 vince la quarta statuetta per il film Animali fantastici e dove trovarli.
Atwood ha realizzato vari costumi anche per due video musicali della band statunitense My Chemical Romance, Welcome to the Black Parade e Famous Last Words.

## Filmografia

### Cinema
- Firstborn, regia di Michael Apted (1984)
- Bring on the Night - Vivi la notte (Bring on the Night), regia di Michael Apted (1985)
- Manhunter - Frammenti di un omicidio (Manhunter), regia di Michael Mann (1986)
- Prognosi riservata (Critical Condition), regia di Michael Apted (1987)
- Ehi... ci stai? (The Pick-up Artist), regia di James Toback (1987)
- Chi protegge il testimone (Someone to Watch Over Me), regia di Ridley Scott (1987)
- Per gioco e... per amore (For Keeps), regia di John G. Avildsen (1988)
- Una vedova allegra... ma non troppo (Married to the Mob), regia di Jonathan Demme (1988)
- Pazzie di gioventù (Fresh Horses), regia di David Anspaugh (1988)
- Amici, complici, amanti (Torch Song Trilogy), regia di Paul Bogart (1988)
- L'intruso (Hider in the House), regia di Matthew Patrick (1989)
- Il racconto dell'ancella (The Handmaid's Tale), regia di Volker Schlöndorff (1990)
- Joe contro il vulcano (Joe Versus the Volcano), regia di John Patrick Shanley (1990)
- Edward mani di forbice (Edward Scissorhands), regia di Tim Burton (1990)
- Il silenzio degli innocenti (The Silence of the Lambs), regia di Jonathan Demme (1991)
- Effetto allucinante (Rush), regia di Lili Fini Zanuck (1991)
- L'olio di Lorenzo (Lorenzo's Oil), regia di George Miller (1992)
- Nata ieri (Born Yesterday), regia di Luis Mandoki (1993)
- Philadelphia, regia di Jonathan Demme (1993)
- Crociera fuori programma (Cabin Boy), regia di Adam Resnick (1994)
- Wyatt Earp, regia di Lawrence Kasdan (1994)
- Ed Wood, regia di Tim Burton (1994)
- Piccole donne (Little Women), regia di Gillian Armstrong (1994)
- The Grotesque, regia di John-Paul Davidson (1995)
- Il giurato (The Juror), regia di Brian Gibson (1996)
- Music Graffiti (That Thing You Do!), regia di Tom Hanks (1996)
- Acque profonde (Head Above Water), regia di Jim Wilson (1996)
- Mars Attacks!, regia di Tim Burton (1996)
- Buddy - Un gorilla per amico (Buddy), regia di Caroline Thompson (1997)
- Gattaca - La porta dell'universo (Gattaca), regia di Andrew Niccol (1997)
- Il tocco del male (Fallen), regia di Gregory Hoblit (1998)
- Beloved, regia di Jonathan Demme (1998)
- Mumford, regia di Lawrence Kasdan (1999)
- Il mistero di Sleepy Hollow (Sleepy Hollow), regia di Tim Burton (1999)
- The Mexican - Amore senza la sicura (The Mexican), regia di Gore Verbinski (2001)
- Planet of the Apes - Il pianeta delle scimmie (Planet of the Apes), regia di Tim Burton (2001)
- Chicago, regia di Rob Marshall (2002)
- Big Fish - Le storie di una vita incredibile (Big Fish), regia di Tim Burton (2003)
- Lemony Snicket - Una serie di sfortunati eventi (Lemony Snicket's A Series of Unfortunate Events), regia di Brad Silberling (2004)
- Memorie di una geisha (Memoirs of a Geisha), regia di Rob Marshall (2005)
- Mission: Impossible III, regia di J. J. Abrams (2006)
- Sweeney Todd - Il diabolico barbiere di Fleet Street (Sweeney Todd: The Demon Barber of Fleet Street), regia di Tim Burton (2007)
- Nine, regia di Rob Marshall (2009)
- Nemico pubblico - Public Enemies (Public Enemies), regia di Michael Mann (2009)
- Alice in Wonderland, regia di Tim Burton (2010)
- The Tourist, regia di Florian Henckel von Donnersmarck (2010)
- The Rum Diary - Cronache di una passione (The Rum Diary), regia di Bruce Robinson (2011)
- In Time, regia di Andrew Niccol (2011)
- Dark Shadows, regia di Tim Burton (2012)
- Biancaneve e il cacciatore (Snow White and the Huntsman), regia di Rupert Sanders (2012)
- Big Eyes, regia di Tim Burton (2014)
- Into the Woods, regia di Rob Marshall (2014)
- Blackhat, regia di Michael Mann (2015)
- Il cacciatore e la regina di ghiaccio (The Huntsman: Winter's War), regia di Cedric Nicolas-Troyan (2016)
- Alice attraverso lo specchio (Alice Through the Looking Glass), regia di James Bobin (2016)
- Miss Peregrine - La casa dei ragazzi speciali (Miss Peregrine's Home for Peculiar Children), regia di Tim Burton (2016)
- Animali fantastici e dove trovarli (Fantastic Beasts and Where to Find Them), regia di David Yates (2016)
- The Cloverfield Paradox, regia di Julius Onah (2018)
- Tomb Raider, regia di Roar Uthaug (2018)
- Animali fantastici - I crimini di Grindelwald (Fantastic Beasts: The Crimes of Grindelwald), regia di David Yates (2018)
- Dumbo, regia di Tim Burton (2019)
- Lilli e il vagabondo (Lady and the Tramp), regia di Charlie Bean (2019)
- Bombshell - La voce dello scandalo (Bombshell), regia di Jay Roach (2019)
- Animali fantastici - I segreti di Silente (Fantastic Beasts: The Secrets of Dumbledore), regia di David Yates (2022)
- La sirenetta (The Little Mermaid), regia di Rob Marshall (2023)
- Pain Hustlers - Il business del dolore (Pain Hustlers), regia di David Yates (2023)
- Beetlejuice Beetlejuice, regia di Tim Burton (2024)
- Una battaglia dopo l'altra (One Battle After Another), regia di Paul Thomas Anderson (2025)

### Televisione
- Arrow - serie TV, episodio 1x01 (2012)
- The Flash - serie TV, 2 episodi (2014-2018)
- Supergirl - serie TV (2015-in corso)
- The Tick - serie TV, episodio 1x01 (2016)
- High Fidelity - serie TV, 1 episodio (2020)
- Mercoledì (Wednesday) - serie TV, 8 episodi (2022)
- Masters of the Air - serie TV, 9 episodi (2024)

## Premi e candidature
- Premio Oscar
  - 1995 – Candidatura ai migliori costumi per Piccole donne
  - 1999 – Candidatura ai migliori costumi per Beloved
  - 2000 – Candidatura ai migliori costumi per Il mistero di Sleepy Hollow
  - 2003 – Migliori costumi per Chicago
  - 2005 – Candidatura ai migliori costumi per Lemony Snicket - Una serie di sfortunati eventi
  - 2006 – Migliori costumi per Memorie di una geisha
  - 2008 – Candidatura ai migliori costumi per Sweeney Todd - Il diabolico barbiere di Fleet Street
  - 2010 – Candidatura ai migliori costumi per Nine
  - 2011 – Migliori costumi per Alice in Wonderland
  - 2013 – Candidatura ai migliori costumi per Biancaneve e il cacciatore
  - 2015 – Candidatura ai migliori costumi per Into the Woods
  - 2017 – Migliori costumi per Animali fantastici e dove trovarli

- Saturn Award
  - 1992 – Candidatura ai migliori costumi per Edward mani di forbice
  - 1992 – Candidatura ai migliori costumi per Il silenzio degli innocenti
  - 1997 – Candidatura ai migliori costumi per Mars Attacks!
  - 1998 – Candidatura ai migliori costumi per Gattaca - La porta dell'universo
  - 2000 – Candidatura ai migliori costumi per Il mistero di Sleepy Hollow
  - 2002 – Candidatura ai migliori costumi per Planet of the Apes - Il pianeta delle scimmie
  - 2008 – Migliori costumi per Sweeney Todd - Il diabolico barbiere di Fleet Street
  - 2010 – Candidatura ai migliori costumi per Nine
  - 2011 – Migliori costumi per Alice in Wonderland
  - 2013 – Candidatura ai migliori costumi per Biancaneve e il cacciatore
  - 2015 – Candidatura ai migliori costumi per Into the Woods
  - 2017 – Candidatura ai migliori costumi per Alice attraverso lo specchio
  - 2017 – Migliori costumi per Animali fantastici e dove trovarli

- Premio BAFTA
  - 1992 – Candidatura ai migliori costumi per Edward mani di forbice
  - 1995 – Candidatura ai migliori costumi per Piccole donne
  - 2000 – Migliori costumi per Il mistero di Sleepy Hollow
  - 2002 – Candidatura ai migliori costumi per Planet of the Apes - Il pianeta delle scimmie
  - 2003 – Candidatura ai migliori costumi per Chicago
  - 2006 – Migliori costumi per Memorie di una geisha
  - 2008 – Candidatura ai migliori costumi per Sweeney Todd - Il diabolico barbiere di Fleet Street
  - 2011 – Migliori costumi per Alice in Wonderland
  - 2013 – Candidatura ai migliori costumi per Biancaneve e il cacciatore
  - 2015 – Candidatura ai migliori costumi per Into the Woods
  - 2017 – Candidatura ai migliori costumi per Animali fantastici e dove trovarli

- Costume Designers Guild Awards
  - 1999 – Candidatura ai migliori costumi in un film per Beloved
  - 2000 – Migliori costumi in un film storico o fantasy per Il mistero di Sleepy Hollow
  - 2002 – Candidatura ai migliori costumi in un film storico o fantasy per Planet of the Apes - Il pianeta delle scimmie
  - 2003 – Migliori costumi in un film storico o fantasy per Chicago
  - 2005 – Migliori costumi in un film storico o fantasy per Lemony Snicket - Una serie di sfortunati eventi
  - 2006 – Migliori costumi in un film storico per Memorie di una geisha
  - 2008 – Migliori costumi in un film storico per Sweeney Todd - Il diabolico barbiere di Fleet Street
  - 2010 – Candidatura ai migliori costumi in un film storico per Nine
  - 2011 – Migliori costumi in un film fantasy per Alice in Wonderland
  - 2013 – Candidatura ai migliori costumi in un film fantasy per Biancaneve e il cacciatore
  - 2015 – Migliori costumi in un film fantasy per Into the Woods
  - 2017 – Candidatura ai migliori costumi in un film fantasy per Miss Peregrine - La casa dei ragazzi speciali
  - 2017 – Candidatura ai migliori costumi in un film fantasy per Animali fantastici e dove trovarli